# Eiichi Yamamoto
Eiichi Yamamoto (jap. 山本 暎一, Yamamoto Eiichi; * 22. November 1940 in Kyoto, Japan; † 7. September 2021) war ein japanischer Regisseur und Drehbuchschreiber, der hauptsächlich für Anime tätig war. Unter anderem hat er für die populäre Anime-Serie Astro Boy von Osamu Tezuka gearbeitet und die erotische Zeichentrickreihe Animerama für Tezukas Produktionsfirma Mushi Production umgesetzt. Sein Film Belladonna of Sadness wurde auf der Berlinale von 1973 gezeigt.

## Leben und Karriere
Der 1940 in Kyoto geborene Yamamoto begann nach Abschluss der Oberschule im Jahre 1958 für die Produktionsfirma Otogi Pro zu arbeiten. Er blieb bei der Firma zwei Jahre – für ihn persönlich stellte sie den besten Einstieg in die Branche dar, anstatt dem von Arbeitskämpfen geprägten Tōei, dem experimentellen Chiyogami Eiga-sha oder Werbefilmproduzenten. 1961 wechselte er zum von Osamu Tezuka gegründeten Studio Mushi Production, wo er wie viele andere deutlich besser bezahlt wurde als bei den Konkurrenzunternehmen. Hier wirkte er dann als Regisseur, Autor und Assistent Tezukas mit und war daran beteiligt, kostensparende Produktionsmethoden einzuführen und neu zu entwickeln, die Zeichentrickserien erst möglich machten.

## Filmografie (Auswahl)
- 1964: Astro Boy (Regie/Buch) (TV)
- 1962: Aru Machikado no Monogatari (Regie)
- 1966: Kimba, der weiße Löwe (Regie/Buch/Produktion) (TV)
- 1969: One Thousand and One Arabian Nights (Regie)
- 1970: Cleopatra (Regie)
- 1973: Belladonna of Sadness (Regie/Buch)
- 1973: Little Wansa (Regie) (TV)
- 1974–1975: Uchū Senkan Yamato (Buch) (TV)
- 1977: Space Battleship Yamato (Drehbuch)
- 1985: Odin: Photon Sailer Starlight (Regie, Drehbuch)
- 1991: The Sensualist (Drehbuch)